# Campylaspis reticulata
Campylaspis reticulata är en kräftdjursart som beskrevs av Gamo 1960. Campylaspis reticulata ingår i släktet Campylaspis och familjen Nannastacidae. Inga underarter finns listade i Catalogue of Life.